# Старощербаково
Старощербаково (рос. Старощербаково) — присілок у Барабінському районі Новосибірської області Російської Федерації.
Входить до складу муніципального утворення Щербаковська сільрада. Населення становить 484 особи (2010).

## Історія
Згідно із законом від 2 червня 2004 року органом місцевого самоврядування є Щербаковська сільрада.

## Населення
| 1926 | 2002 | 2007 | 2010 |
| ---- | ---- | ---- | ---- |
| 350  | ↗450 | ↗482 | ↗484 |